# Андріївська церква (Крим)
Андріївська церква (також Ай-Ендріт, Ай-Андріт) — історична церква в Криму (руїни), що знаходилася біля джерела Ай-Ендріт на південно-східному схилі масиву Тирке на території великої Алушти.
Розташований у лісі, приблизно за 1,5 кілометра на південний захід від села Генеральське, в балці Ай-Андріт на висоті близько 500 м над рівнем моря біля однойменного джерела, на південно-східному схилі височини Карлича (Буюк-Карлича), поблизу стародавньої дороги, що з'єднувала селища Улу-Узень та Демерджі. Являє собою руїни однієї нефної церкви з притвором, спорудженої над джерелом, вода якого каптажною галереєю виходить з порталу під південно-східною стіною храму. Загальні розміри будівлі в плані — приблизно 4,5 на 10,0 м (внутрішнього простору — 3,0 на 8,3 м).

## Історія
Оскільки храм докладно археологічно не вивчався, історики, за підйомним матеріалом та зовнішніми ознаками, обережно відносять його до останньої чверті XIII чи другої половини 1360-х років. Будівництво, мабуть, було здійснено жителями Улу-Узені та Куру-Узені. Місце церкви належало до північно-східної частини Готії (казалії de Megapotami). З 1360-80-х років територія була під контролем Каффи, а з кінця 1450-х років по 1475, мабуть, керувалася представниками князівства Феодоро. Археологами виявлено наявність невеликого поселення біля храму, що, мабуть, спричинило припущення про існування тут монастиря, наукових доказів існування якого поки що немає. Час залишення храму, мабуть, пов'язаний з виселенням у Приазов'ї кримських християн 1778 року — церква Ай-Ендрі фігурує в списку занедбаних храмів Бертьє-Делагарда (2 цілих, а 9 розорених церков числяться при Улу-Узені в розділі про кількість церков християнських у кримському півострові цілих і зруйнованих — мабуть, серед них і Андріївська церква.

## Описи
Перше про церкву писав академік Єгор Келлер у своєму «Донесенії, представленому Імператорською академією наук академіком Келером, про подорож його до Криму», в якому пропонував доручити губернатору та кримській владі нагляд за збереженням пам'ятників, у тому числі й «руїни, які називають Ендрі». Про покинутий монастир «Айндрі», руїни якого «складаються з декількох стін, арок і кам'яних куп; на місці вівтаря б'є багате джерело чудової води», писав Шарль Монтандон у своєму «Путівнику мандрівника по Криму, прикрашений картами, планами, видами та віньєтами …» 1833 року, 1841 року церкву згадував Петро Кеп. У путівнику 1871 року Марія Сосногорова описувала храм
|  | З версту від водоспаду є залишки стародавньої церкви св. Андрія, з рясним джерелом, яке б'є з-під вівтаря... Татари називають це місце монастир Ендрі. |

Василь Кондаракі в «Універсальному описі Криму» 1875 згадував «фундаменти від церкви Ай-ендрі (св. Андрія) з джерелом води, що виступає з-під вівтаря». У 1896 році на руїнах храму побував Арсеній Маркевич, який доповів ученій комісії
|  | ...урочище Ай-Андрит, на горі посеред чудового лісу, що спускається з Демерджинської яйли, з руїнами християнської церкви, з-під вівтаря якої виходить Курузеньська річка. Церква звернена на схід із вівтарною абсидою; вона вельми невеликих, за звичаєм, розмірів: усередині від входу до вівтарної перепони по чотири кроки завдовжки й завширшки. Вхід привертає до себе увагу величністю і красою, а всередині церкви добре збереглися колони: ціла з правого боку вівтарної перепони і половина з лівого, і при вході з правого боку ціла з капітеллю. Крім вхідних дверей - інші, в північній стіні. З південно-східного боку церкви була якась прибудова; під церквою складене на вапні склепіння, з-під якого б'є річка Курузень. ...більш мальовничих і краще збережених руїн церкви я в Криму не бачив. |

А вже на засіданні ТУАК 19 жовтня 1911 року Арсеній Маркевич доповідав, що у церкви впало склепіння, ймовірно, внаслідок суперечок селян-татар сусідніх сіл за воду джерела. Руїни християнської церкви чи монастиря св. Андрія згадуються в «Путівнику Кримом» Олександра Безчинського 1904 року: «руїни християнської церкви або монастиря св. Андрія» та у путівнику К. Ю. Бумбера в 1914 році, який зазначав, що «навесні 1913 року залишки церкви, що добре збереглися, з тесаними колонами розібрані татарами». 1911 року об'єкт відвідав геолог Петро Двойченко і зробив кілька фотографій. У квітні 1913 року помічник Алуштинського міського старости зафіксував факт часткового руйнування залишків храму представниками громади селища Улу-Узень під час спроби направити води розташованого під ними джерела до своїх сільськогосподарських угідь. З цього приводу Таврійським віцегубернатором на адресу Ялтинського повітового справника було направлено припис про необхідність вжиття заходів для збереження об'єкта — Улу-Узеньський староста дав підписку, що вони зобов'язуються стежити за збереженням руїн. У путівнику «Крим» 1929 видання описується стан пам'ятника
|  | Кілька років тому тут ще залишався вхід з колонами з вапнякового туфу, але зараз церква сильно зруйнована і залишилися тільки 2 стіни - південна, з аркою для води, і східна, решта перетворені на купу каміння.... |

У 1956 році експедицією Олега Домбровського було проведено попередні роботи з дослідження храму, здійснено зачистку руїн, виконано опис та фотографування, накреслено план будівлі: збереження стін місцями перевищувало 2 м. Знайдено велику кількість фрагментів архітектурних деталей, уламки кераміки та черепиці, датованої XI—X віком. У 1969 році об'єкт взято державний облік як архітектурно-археологічний пам'ятник «Храм Ай-Андрій X—XV ст. н. е.».